# Gran Logia Provincial de las Baleares
La Gran Logia Provincial de las Baleares agrupa todas las Logias Simbólicas de esta jurisdicción que pertenecen a la Gran Logia de España.

## Constitución
Se constituyó mediante el decreto 270, en fecha 7 de julio de 1992, por el muy respetable Gran Maestro de la Gran Logia de España con jurisdicción sobre las Islas Baleares, entrando en vigor el 1 de octubre de 1992.

## Logias bajo su jurisdicción
La Gran Logia Provincial de Baleares agrupa a un total de 12 logias, 10 trabajan en Rito de Emulación, 1 en Rito Rectificado y 1 en Rito Escocés Antiguo y Aceptado.

### Mallorca
| Nombre de Logia | Constituida           | Rito                            | Idioma (s)        |
| --- | --------------------- | ------------------------------- | ----------------- |
| Logia Ramon Llull 9 | falta                 | Rito de Emulación               | Inglés            |
| Logia Arquímedes 32 | falta                 | Rito de Emulación               | Español           |
| Logia Maestros Instalados de Baleares 69                                                                                        | Febrero de 1993       | Rito de Emulación               | Español - Inglés  |
| Logia Pitágoras 70 | Octubre de 1993       | Rito de Emulación               | Inglés            |
| Logia Fiat Lux 78 | 21 de octubre de 1994 | Rito Escocés Antiguo y Aceptado | Español - Catalán |
| Logia Euclides 92 | 23 de marzo de 1996   | Rito de Emulación               | Español           |
| Logia Catena Fraternitatis 95 (enlace roto disponible en Internet Archive; véase el historial, la primera versión y la última). | 1 de marzo de 1997    | Rito Rectificado                | Alemán            |

### Ibiza
| Nombre de Logia      | Constituida             | Rito              | Idioma (s) |
| -------------------- | ----------------------- | ----------------- | ---------- |
| Logia Ibiza 44       | 18 de noviembre de 1989 | Rito de Emulación | Inglés     |
| Logia Concord 66     | Noviembre de 1992       | Rito de Emulación | Inglés     |
| Logia Fraternidad 90 | 2 de diciembre de 1995  | Rito de Emulación | Español    |

### Menorca
| Nombre de Logia                 | Constituida     | Rito              | Idioma (s) |
| ------------------------------- | --------------- | ----------------- | ---------- |
| Logia Menorca 60                | falta           | Rito de Emulación | Inglés     |
| Logia Sol de Levante            | Octubre de 2008 | Rito de Emulación | Español    |
| Logia Amigos de la Humanidad 93 | Octubre de 1995 | Rito de Emulación | Español    |